# Exsula silhetensis
Exsula silhetensis är en fjärilsart som beskrevs av Butler 1875. Exsula silhetensis ingår i släktet Exsula och familjen nattflyn. Inga underarter finns listade i Catalogue of Life.